# Sainte-Geneviève-lès-Gasny
Sainte-Geneviève-lès-Gasny – miejscowość i gmina we Francji, w regionie Normandia, w departamencie Eure.
Według danych na rok 1990 gminę zamieszkiwały 732 osoby, a gęstość zaludnienia wynosiła 176 osób/km² (wśród 1421 gmin Górnej Normandii Sainte-Geneviève-lès-Gasny plasuje się na 326. miejscu pod względem liczby ludności, natomiast pod względem powierzchni na miejscu 756.).